# Grande Prémio de Portugal
Grande Prémio de Portugal (português europeu) ou Grande Prêmio de Portugal (português brasileiro) é um  Grande Prémio da Fórmula 1 realizado entre 1958 e 1996 e que voltou a realizar-se em 2020.
O primeiro Grande Prémio de Fórmula 1 disputado em Portugal foi no Circuito Urbano da Boavista, na cidade do Porto, durante a temporada de 1958 a 14 de agosto, cujo vencedor foi o piloto britânico Stirling Moss. Moss voltaria a ganhar no GP de Portugal de 1959, desta vez no Circuito do Monsanto (circuito urbano no Parque Florestal de Monsanto), em Lisboa. Em 1960, a competição retornou ao circuito portuense da Boavista e teve como vencedor o piloto australiano Jack Brabham.
Depois da temporada de 1960, o GP de Portugal ficou décadas fora do calendário da Fórmula 1, retornando em 1984 ao autódromo do Estoril, a 21 de outubro. Foi o último GP da temporada e teve o francês Alain Prost como vencedor da prova, porém, vice-campeão do Campeonato Mundial pela diferença de apenas meio ponto. Na temporada seguinte, a corrida foi disputada a 21 de abril e com condições atmosféricas adversas, beneficiando Ayrton Senna, um especialista em corridas na chuva. A partir de 1986, a corrida passou a ser disputada na penúltima semana do mês de setembro.
Os Grandes Prémios de Portugal viriam a terminar em 1996 no dia 22 de setembro, com o canadiano Jacques Villeneuve, da equipa Williams, a vencer — o seu colega Damon Hill ficando na segunda colocação. Estoril planejava abrigar o GP de Portugal da temporada de 1997, porém as melhorias anunciadas para o circuito não ficaram prontas a tempo, o que fez com que a corrida não fosse integrada no calendário da Fórmula 1.
Em 2020 e 2021, o Autódromo Internacional do Algarve viu o retorno dos Grandes Prémios a Portugal.

## Lista de vencedores
O fundo rosa indica que a prova não teve validade para o Mundial de Fórmula 1
| Ano                      | Piloto                     | Construtor          | Local    | Resumo   |
| ------------------------ | -------------------------- | ------------------- | -------- | -------- |
| 2021                     | Lewis Hamilton             | Mercedes            | Portimão | Detalhes |
| 2020                     | Lewis Hamilton             | Mercedes            | Portimão | Detalhes |
| Não houve de 1997 a 2019 |                            |                     |          |          |
| 1996                     | Jacques Villeneuve         | Williams-Renault    | Estoril  | Detalhes |
| 1995                     | David Coulthard            | Williams-Renault    | Estoril  | Detalhes |
| 1994                     | Damon Hill                 | Williams-Renault    | Estoril  | Detalhes |
| 1993                     | Michael Schumacher         | Benetton-Ford       | Estoril  | Detalhes |
| 1992                     | Nigel Mansell              | Williams-Renault    | Estoril  | Detalhes |
| 1991                     | Riccardo Patrese           | Williams-Renault    | Estoril  | Detalhes |
| 1990                     | Nigel Mansell              | Ferrari             | Estoril  | Detalhes |
| 1989                     | Gerhard Berger             | Ferrari             | Estoril  | Detalhes |
| 1988                     | Alain Prost                | McLaren-Honda       | Estoril  | Detalhes |
| 1987                     | Alain Prost                | McLaren-TAG/Porsche | Estoril  | Detalhes |
| 1986                     | Nigel Mansell              | Williams-Honda      | Estoril  | Detalhes |
| 1985                     | Ayrton Senna               | Team Lotus-Renault  | Estoril  | Detalhes |
| 1984                     | Alain Prost                | McLaren-TAG/Porsche | Estoril  | Detalhes |
| Não houve de 1967 a 1983 |                            |                     |          |          |
| 1966                     | Jürg Dubler                | Brabham-Ford        | Cascais  | Detalhes |
| 1965                     | Rodney Banting             | Cooper-Ford         | Cascais  | Detalhes |
| 1964                     | Chris Kerrison             | Ferrari             | Cascais  | Detalhes |
| Não houve em 1961 a 1963 |                            |                     |          |          |
| 1960                     | Jack Brabham               | Cooper-Climax       | Boavista | Detalhes |
| 1959                     | Stirling Moss              | Cooper-Climax       | Monsanto | Detalhes |
| 1958                     | Stirling Moss              | Vanwall             | Boavista | Detalhes |
| 1957                     | Juan Manuel Fangio         | Maserati            | Monsanto | Detalhes |
| Não houve em 1956        |                            |                     |          |          |
| 1955                     | Jean Behra                 | Maserati            | Boavista | Detalhes |
| 1954                     | José Froilán González      | Ferrari             | Monsanto | Detalhes |
| 1953                     | José Arroyo Nogueira Pinto | Ferrari             | Boavista | Detalhes |
| 1952                     | Eugenio Castellotti        | Ferrari             | Boavista | Detalhes |
| 1951                     | Casimiro de Oliveira       | Ferrari             | Boavista | Detalhes |

### Classificação por número de vitórias
- 1

|          |                    |                  |
| Vitórias | Pilotos            | Edições          |
| 3        | Alain Prost        | 1984, 1987, 1988 |
| 3        | Nigel Mansell      | 1986, 1990, 1992 |
| 2        | Stirling Moss      | 1958, 1959       |
| 2        | Lewis Hamilton     | 2020, 2021       |
| 1        | Jack Brabham       | 1960             |
| 1        | Ayrton Senna       | 1985             |
| 1        | Gerhard Berger     | 1989             |
| 1        | Riccardo Patrese   | 1991             |
| 1        | Michael Schumacher | 1993             |
| 1        | Damon Hill         | 1994             |
| 1        | David Coulthard    | 1995             |
| 1        | Jacques Villeneuve | 1996             |

|          |            |                                    |
| Vitórias | Construtor | Edições                            |
| 6        | Williams   | 1986, 1991, 1992, 1994, 1995, 1996 |
| 3        | McLaren    | 1984, 1987, 1988                   |
| 2        | Cooper     | 1959, 1960                         |
| 2        | Ferrari    | 1989, 1990                         |
| 2        | Mercedes   | 2020, 2021                         |
| 1        | Vanwall    | 1958                               |
| 1        | Team Lotus | 1985                               |
| 1        | Benneton   | 1993                               |

|          |             |                                                      |
| Vitórias | País        | Edições                                              |
| 9        | Reino Unido | 1958, 1959, 1986, 1990, 1992, 1994, 1995, 2020, 2021 |
| 3        | França      | 1984, 1987, 1988                                     |
| 1        | Austrália   | 1960                                                 |
| 1        | Brasil      | 1985                                                 |
| 1        | Áustria     | 1989                                                 |
| 1        | Itália      | 1991                                                 |
| 1        | Alemanha    | 1993                                                 |
| 1        | Canadá      | 1996                                                 |

## Lista de recordes
|                       |               |                      |              |          |      |
| Estoril               | País/Piloto   | Chassi/Motor         | Tempo        | Extensão | Ano  |
| Pole Position         | Damon Hill    | Williams-Renault V10 | 1min 11s 494 | 4.350 km | 1993 |
| Melhor Volta na Prova | Damon Hill    | Williams-Renault V10 | 1min 14s 859 | 4.350 km | 1993 |
|                       |               |                      |              |          |      |
| Boavista              | País/Piloto   | Chassi/Motor         | Tempo        | Extensão | Ano  |
| Pole Position         | John Surtees  | Team Lotus-Climax L4 | 2min 25s 56  | 7.407 km | 1960 |
| Melhor Volta na Prova | John Surtees  | Team Lotus-Climax L4 | 2min 27s 53  | 7.407 km | 1960 |
|                       |               |                      |              |          |      |
| Monsanto              | País/Piloto   | Chassi/Motor         | Tempo        | Extensão | Ano  |
| Pole Position         | Stirling Moss | Cooper-Climax L4     | 2min 02s 9   | 5.440 km | 1959 |
| Melhor Volta na Prova | Stirling Moss | Cooper-Climax L4     | 2min 05s 7   | 5.440 km | 1959 |